# ConocoPhillips
ConocoPhilips é uma multinacional norte-americana e trabalha com energia como: exploração de petróleo, Gás natural, produção e transporte químico e de plástico, cuja sede fica localizada em Houston, no Texas. É a maior empresa exploradora e produtora do mundo e também consta no ranking anual da Fortune Global 500. A ConocoPhilips foi criada com a fusão entre Conoco Inc. e a Philips Petroleum Company em 30 de agosto de 2002.

## História
Conoco Inc. foi uma empresa petrolífera norte-americana fundada em 1875 com o nome de Continental Oil Transportation Company. Com sede em Utah, a empresa era uma distribuidora de carvão, petróleo, querosene, graxa e velas no oeste americano. Marland Oil Company (fundada pelo explorador pioneiro E. W. Marland) mais tarde adquiriu um espólio (sujeito a obrigações) de Companhia Petrolífera Continental, como uma consideração por suas 2.317.266 ações em estoque. Em 26 de junho de 1929, a Marland Oil mudou seu nome para Continental Oil Company e também deslocou sua sede para Oklahoma. A aquisição deu à Conoco o logotipo de uma barra e um triângulo vermelhos. A Conoco usou-o entre os anos 1930 e 1970, quando o atual logotipo de cápsula vermelha foi adotado.
Em 2005, a ConocoPhilips começou a remarcar seus 76 postos de gasolina os quais a Philips adquiriu da Tosco antes da fusão com a Conoco. A mudança proporcionou uma campanha de petição por parte de fãs na esperança de salvar o histórico símbolo laranja.
Em 2006, a ConocoPhilips comprou Wilhelmshavener Raffineriegescellschaft mbH na Alemanha e a Burlington Resources nos EUA. No mesmo ano, Richard Armitage, vice-secretário do Departamento de Estado dos EUA, foi eleito para o Conselho de Administração da companhia petrolífera ConocoPhilips.
Em 2007, a Chevron comprou todos os postos de gasolina da ConocoPhilips e mudou sua marca para a Texaco.
Em 2012, a parte de refinaria da Phillips voltou a ser uma companhia independente, batizada "Phillips 66" em homenagem a uma gasolina que a companhia vendia desde 1927.
Em 2021, a empresa figurou na 77ª posição no ranking das 500 maiores empresas dos Estados Unidos, pela Fortune.